# Oblastní rada Nachal Sorek
Oblastní rada Nachal Sorek (hebrejsky מועצה אזורית נחל שורק‎, mo'aca ezorit Nachal Sorek) je oblastní rada v Centrálním distriktu v Izraeli.
Rozkládá se v hustě osídlené a zemědělsky intenzivně využívané pobřežní nížině (region Šefela), východně od města Gedera, které ovšem pod jurisdikci rady nespadá. Na severní straně přiléhá k území oblastní rady letecká základna Tel Nof.

## Dějiny
Jméno oblastní rady je odvozeno od vodního toku Nachal Sorek, který probíhá zdejším územím. Novověké židovské osidlování zde začalo vznikat už ve 30. letech 20. století tedy ještě v době mandátní Palestiny (kibuc Chafec Chajim osídlený roku 1937). Sídelní síť byla dvotvořena po válce za nezávislost v roce 1948, kdy zdejší region dobyly izraelské síly a zároveň jej zcela opustila arabská populace. Oblastní rada Nachal Sorek vznikla roku 1950.
Úřady oblastní rady Nachal Sorek sídlí ve vesnici Jad Binjamin. Starostou rady je אלי אסקוזידו - Eli Eskozido. Rada má velké pravomoci zejména v provozování škol, územním plánování a stavebním řízení nebo v ekologických otázkách.

## Seznam sídel
Oblastní rada Nachal Sorek sdružuje celkem sedm sídel. Z toho je jeden kibuc, čtyři mošavy a dvě společné osady.
kibuc
- Chafec Chajim

mošavy
- Bejt Chilkija
- Bnej Re'em
- Ganej Tal
- Jesodot

společné osady
- Jad Binjamin
- Necer Chazani

## Demografie
K 31. prosinci 2014 žilo v oblastní radě Nachal Sorek 8200 obyvatel. Obyvatelstvo je zcela židovské.
| Rok            | 1961  | 1972  | 1983  | 1995  | 2006  | 2008  | 2009  | 2010  | 2011  | 2012  | 2013  | 2014  |
| -------------- | ----- | ----- | ----- | ----- | ----- | ----- | ----- | ----- | ----- | ----- | ----- | ----- |
| Počet obyvatel | 1 500 | 1 300 | 1 800 | 2 200 | 3 500 | 4 600 | 5 300 | 5 700 | 6 300 | 7 200 | 7 700 | 8 200 |